# Cacharel
Cacharel é uma marca francesa de roupas prét-à-porter, perfumes e acessórios, criada em 1962 por Jean Bousquet, que fundou a companhia do mesmo nome em 1964. O nome vem do  marreco que assim é chamado em algumas regióes do sul da França.
O lançamento de blusas finas de algodão com sua marca e uma capa na revista Elle em 1963, colocaram a etiqueta no mercado internacional da moda. 
Em 1975, a Cacharel licenciou a L'Oréal a fazer o lançamento de um perfume com seu nome. O Anais Anais de Cacharel, com a modelo inglesa Kate Moss como rosto das campanhas publicitárias, foi um grande sucesso de vendas. Seu último perfume, Liberté, tem a modelo brasileira Gisele Bündchen como rosto oficial.